# Псамметих (тиран Коринфа)
Псамметих (др.-греч. Ψαμμήτιχος; умер приблизительно в 584 году до н. э.) — тиран Коринфа из династии Кипселидов, правивший предположительно в 587—584 годах до н. э.

## Биография
Псамметих был сыном Горга и внуком Кипсела, первого тирана Коринфа. Существует гипотеза, что изначально он был назван Кипселом, в честь деда, и только позже принял новое имя — в честь фараона Египта Псамметиха I или Псамметиха II.
Приблизительно в 627—587 годах до н. э. Коринфом правил дядя Псамметиха Периандр, который пережил всех своих сыновей. Поэтому ему наследовал племянник. Однако правление Псамметиха оказалось недолгим: дядя успел настроить против себя всё население полиса, а новый тиран не был готов к своей роли. В результате уже через три года Псамметиха убили заговорщики (предположительно члены аристократической гетерии).